# しゃぼん玉 (長渕剛の曲)
「しゃぼん玉」（しゃぼんだま）は、日本のシンガーソングライターである長渕剛の1991年の楽曲。
1991年10月25日に東芝EMIのエキスプレスレーベルから24枚目のシングルとしてリリースされた。前作「JEEP」（1990年）よりおよそ1年3か月ぶりにリリースされた作品であり、作詞および作曲は長渕が担当している。
アルバム『JAPAN』（1991年）からの先行シングルであり、長渕主演のフジテレビ系テレビドラマ『しゃぼん玉』（1991年）の主題歌として使用された。オリコンチャートでは最高位1位を獲得、売り上げ枚数は110.8万枚を記録しミリオンセラーとなった。
本作品発表前のライブ・アルバム『長渕剛LIVE』（1981年）に「しゃぼん玉」という曲が収録されているが、歌詞もメロディーも全く異なる別の曲となっている。そのため、ギター教則本などではこのシングル収録のバージョンを「しゃぼん玉'91」と表記しているものがある。

## 録音
レコーディングはロサンゼルスで行われ、ケニー・アロノフやロイ・ビッタンなどアメリカの一流ミュージシャンが参加している。

## 音楽性
歌詞の内容は、自分自身の心の痛みややるせなさを抱えながらも、前向きに生きようとする様を表現している。「とんぼ」に近い世界観の曲であり、アレンジもアコースティック・ギターをメインとしたミドルテンポのフォークロック調の曲となっている。しかし、「とんぼ」に比べエレクトリックギターの音が前面に出ている。
音楽情報サイト『CDジャーナル』では、「強い男も時にはしみじみと黄昏めいて、己を振り返る。そんな男の弱さも長渕が歌えば様になる」、「すぐに弾け飛んで消えてしまうけど、それでもまた夢という名のシャボン玉を打ち上げようと、自分に言い聞かせるように歌う」と表記されている。

## リリース
1991年10月25日に東芝EMIのエキスプレスレーベルより、8センチCDおよびカセットテープの2形態でリリースされた。本作はアルバム『JAPAN』（1991年）の先行シングルとしてリリースされた。
カップリング曲の「親知らず」は、前年の音楽番組『第41回NHK紅白歌合戦』（1990年、NHK）出場の際に披露された曲であり、同曲もアルバム『JAPAN』に収録されている。アルバムでは瀬尾一三と長渕のアレンジと表記されているが、シングルでは表記されていない。

## 批評
| 専門評論家によるレビュー | 専門評論家によるレビュー |
| レビュー・スコア         | レビュー・スコア         |
| 出典                     | 評価                     |
| ------------------------ | ------------------------ |
| CDジャーナル             | 肯定的                   |

音楽情報サイト『CDジャーナル』では、「同タイトルのドラマの主題歌で、長渕自身が主演したことでも話題を呼んだ楽曲。（中略）漂う哀愁は儚く、美しさすら感じられる」、「都会の無情さに打ち勝とうと必死な男のブルースだ」と評されている。

## チャート成績
オリコンチャートでは1位を獲得し、「とんぼ」（1988年）以来、通算2作目のシングルミリオンセラーを達成した。オリコンによる集計では累計110.8万枚を売り上げ、長渕がリリースしたシングルの中では最大のヒット作となっている。

## ライブ・パフォーマンス
本作に関するテレビ出演は、1991年12月13日に放送されたNHK総合音楽番組『プライム10 音楽達人倶楽部』に出演し本曲と「He・la - He・la」、「シリアス」、「MOTHER」を演奏した他、2001年6月30日に放送されたフジテレビ系音楽番組『ミュージックフェア2001』（1964年 - ） - に出演し本曲と「勇気の花」、「東京青春朝焼物語」、「空/SORA」を演奏し、2019年10月12日も出演し、「とんぼ」と本曲と、「明日へ続く道」を演奏した。
自身最高の売り上げを誇るヒット曲ではあるが、ライブでの演奏頻度はあまり高くない。ライブでの演奏は発表当時のライブツアー「LIVE'92 JAPAN」、「LIVE JAPAN'93」以降は、1996年のツアー「TSUYOSHI NAGABUCHI LIVE'96 KAZOKU」、2001年のライブツアー「Live 2001 "空/SORA"」、2003年のライブツアー「Live 2003 Keep on Fighting」、2004年のライブツアー「Thank You! Live 2004」、2007年のライブツアー「COME ON STAND UP! 2007 ARENA TOUR」、2009年のライブツアー「Tsuyoshi Nagabuchi Acoustic Live 30th Anniversary」、2014年のライブツアー「TSUYOSHI NAGABUCHI ARENA TOUR 2014 ALL TIME BEST」、2018年のライブツアー「Arena Tour 2018 "Don't Think Twice"」などで行われた他、2015年のライブイベント「10万人オールナイト・ライヴ2015 in 富士山麓」においても演奏された。

## メディアでの使用
フジテレビ系テレビドラマ『しゃぼん玉』（1991年）の主題歌として使用された。同ドラマは長渕の主演連続ドラマの第6作であり、平均視聴率は21.1%を記録し大ヒットドラマとなった。

## カバー
- 2moro（英語版） - 北京語バージョン、「朋友出去走走」のタイトルでアルバム『2 More Loves』（2006年）に収録。

## シングル収録曲
| 全作詞・作曲: 長渕剛。 |                |           |            |                  |      |
| #                      | タイトル       | 作詞      | 作曲・編曲 | 編曲             | 時間 |
| 1.                     | 「しゃぼん玉」 | 長渕剛    | 長渕剛     | 瀬尾一三、長渕剛 | 4:54 |
| 2.                     | 「親知らず」   | 長渕剛    | 長渕剛     |                  | 5:24 |
| 合計時間:              | 合計時間:      | 合計時間: | 10:18      |                  |      |

## スタッフ・クレジット

### 参加ミュージシャン
- ケニー・アロノフ（英語版） - ドラムス
- ジョン・ピアス - ベース
- ティム・ピアス（英語版） - エレクトリックギター、アコースティック・ギター
- 長渕剛 - アコースティック・ギター、ブルースハープ（親知らず）
- ロイ・ビッタン（英語版） - キーボード
- ジェフリー・CJ・ヴァンストン（英語版） - キーボード

### スタッフ
- 瀬尾一三 - プロデュース
- 長渕剛 - プロデュース
- 石塚良一 (Z's) - コ・プロデュース
- 町田晋（東芝EMI） - A&Rディレクター
- 森田秀美（オフィス・レン） - エグゼクティブ・プロデュース
- 後藤由多加（ユイ音楽工房） - エグゼクティブ・プロデュース
- 川上源一（ヤマハ音楽振興会） - エグゼクティブ・プロデュース
- オフィス・レン - トータル・プロデュース

## 収録作品
スタジオ音源
- 『JAPAN』（1991年）
- 『いつかの少年』（1994年）
- 『SINGLES Vol.3 (1988〜1996)』（1997年）
- 『BEST〜風〜』（2002年）
- 『Tsuyoshi Nagabuchi All Time Best 2014 傷つき打ちのめされても、長渕剛。』（2014年）

ライブ音源
- 『LIVE COMPLETE '95〜96』（1996年） - 1996年7月9日の鹿児島アリーナでの公演から収録。
- 『富士山麓 ALL NIGHT LIVE 2015』（2016年） - 2015年8月22日の富士山麓ふもとっぱら特設会場での公演から収録。

ライブ映像
- 『LIVE'92 "JAPAN" IN TOKYO DOME』（1992年）
- 『富士山麓 ALL NIGHT LIVE 2015』（2016年）